# Estadio de la Independencia (Lusaka)
El Estadio de la Independencia (en inglés:Independence Stadium ) es un estadio de usos múltiples en Lusaka, Zambia. El edificio fue construido a mediados de la década de 1960 para su uso en la organización de celebraciones de la independencia del país. Actualmente se utiliza sobre todo para los partidos de fútbol. El estadio tiene capacidad para 30 000 personas. 
En 2004, el estadio fue cerrado por el entonces ministro de deportes  citando preocupaciones de seguridad debido a la anitguedad y el estado del edificio. La orden fue derogada en 2005, a pesar de que las preocupaciones de seguridad se mantuvieron. A partir de 2007, el estadio fue programado para someterse a renovaciones para llevar su estructura y las instalaciones a las normas internacionalmente aceptadas, así como hacer frente a sus diversos problemas de seguridad. La Tribuna oeste del estadio fue demolida a finales de 2007.